# Ischnus sparsus
Ischnus sparsus là một loài tò vò trong họ Ichneumonidae.